# ミロスラヴ・ステヴィッチ
ミロスラヴ・ステヴィッチ（セルビア語: Мирослав Стевић, ラテン文字転写: Miroslav Stević、1970年1月7日 - ）は、セルビアとドイツの元サッカー選手。ポジションはミッドフィールダー。

## 来歴
1998年1月にユーゴスラビア代表デビュー。1998 FIFAワールドカップにも出場した。ユーゴスラビア代表で通算6試合に出場した。

## 代表歴

### 出場大会
- ユーゴスラビア代表
  - 1998 FIFAワールドカップ

### 試合数
- 国際Aマッチ 6試合 0得点（1998年）[1]

| ユーゴスラビア代表 | 国際Aマッチ | 国際Aマッチ |
| 年                 | 出場        | 得点        |
| ------------------ | ----------- | ----------- |
| 1998               | 6           | 0           |
| 通算               | 6           | 0           |